# Фарнем, Уолтер Линвуд
Уолтер Линвуд Фарнем (англ. Walter Lynnwood Farnam; 13 января 1885, Саттон близ Монреаля — 23 ноября 1930, Нью-Йорк) — канадский органист.
В 1900 г. получил грант на трёхлетнее обучение в Королевском музыкальном колледже в Лондоне, продлённый самим колледжем ещё на год. Изучал фортепиано у Франклина Тейлора и орган у Уильяма Стивенсона Хойта и Уолтера Пэррата. В 1904 г. вернулся в Монреаль и стал органистом методистской церкви Святого Иакова. На протяжении последующих лет он работал в англиканской церкви Апостола Иакова (1905—1908), Кафедральном соборе Христа (1908—1913), церкви Иммануила в Бостоне (1913—1918) — считается, что на вопрос конкурсной комиссии, что́ он будет играть, Фарнем предложил на выбор список из 200 произведений, которые он знал на память. Далее в карьере Фарнема последовал годичный перерыв, связанный с призывом на военную службу: он успел прибыть в Англию, но по болезни так и не добрался до воинской части. Вернувшись в Новый Свет в 1919 г., он на год занял пост органиста пресвитерианской церкви на Пятой авеню в Нью-Йорке, и его прощальный концерт в мае 1920 г. стал одновременно его 500-м выступлением. Последние десять лет жизни Фарнем служил органистом в церкви Святого Причастия в Нью-Йорке. Одновременно он широко концертировал, записал 23 ролика для фирмы Welte-Mignon, в 1927 г. возглавил кафедру органа в Кёртисовском институте. 12 октября 1930 г. сразу после последнего выступления в Церкви Святого Причастия Фарнем был в тяжёлом состоянии доставлен в больницу, у него диагностировали запущенный рак печени, от которого он умер через месяц с небольшим.
Фарнем почти не занимался композицией (единственное его сочинение, токката на тему пасхального гимна «O filii et filiae», была опубликована посмертно), не очень много преподавал (хотя среди его учеников был, в частности, Фредерик Сильвестр), но оставил значительную память как интерпретатор и просветитель, знакомивший не только публику, но и профессионалов как с новейшим французским и американским органным репертуаром, так и с авторами добаховской эпохи. В сезоне 1928—1929 гг. Фарнем представил программу из 20 концертов, включавшую все органные произведения Иоганна Себастьяна Баха.
Памяти Фарнема посвящена Шестая симфония для органа Луи Вьерна.